# Gmina Mosalem

Położenie Gminy Mosalem w hrabstwie Dubuque

Gmina Mosalem (ang. Mosalem Township) – gmina w USA, w stanie Iowa, w hrabstwie Dubuque. Według danych z 2000 roku gmina miała 1411 mieszkańców, a jej powierzchnia wynosi 79,8 km².